# Aeroportul Prince Rupert/Seal Cove Water
Aeroportul Prince Rupert/Seal Cove Water (IATA: ZSW, ICAO: CZSW) este un aeroport din Prince Rupert⁠(d), North Coast Regional District⁠(d), Columbia Britanică, Canada. Aeroportul a fost tranzitat în 2016 de 0 pasageri.
Situat la o altitudine de 0 m, aeroportul dispune de o singură pistă.